# Energia użytkowa
Energia użytkowa - energia potrzebna człowiekowi do podtrzymania życia i rozwijania aktywności. Wyróżnia się następujące postacie energii użytkowej:
- praca mechaniczna,
- ciepło
- światło
- dźwięk
- energia chemiczna żywności i paszy,
- energia chemiczna materiałów sprzętów i narzędzi.